# Dom zu Linköping

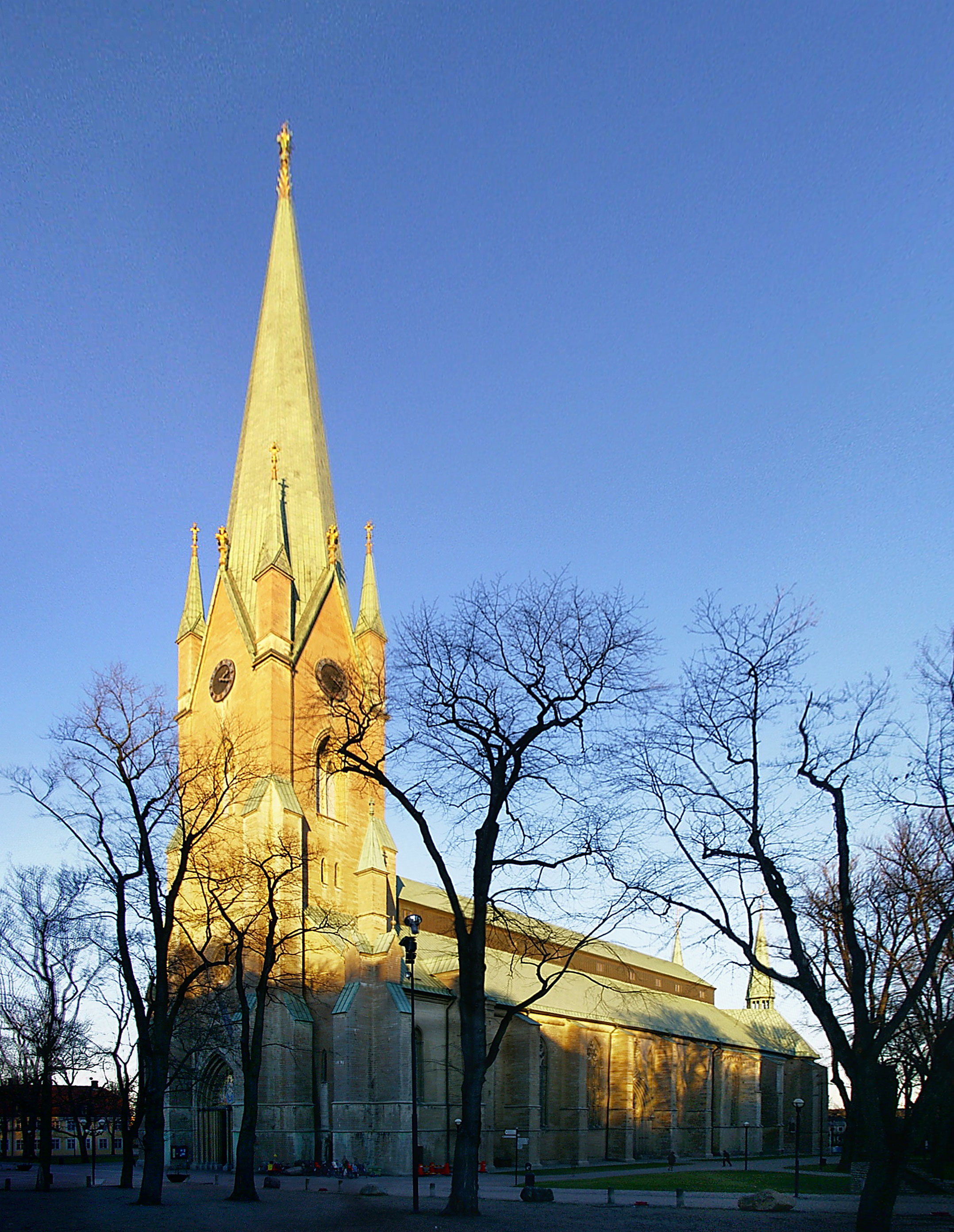
Dom zu Linköping, Ansicht aus Südwest

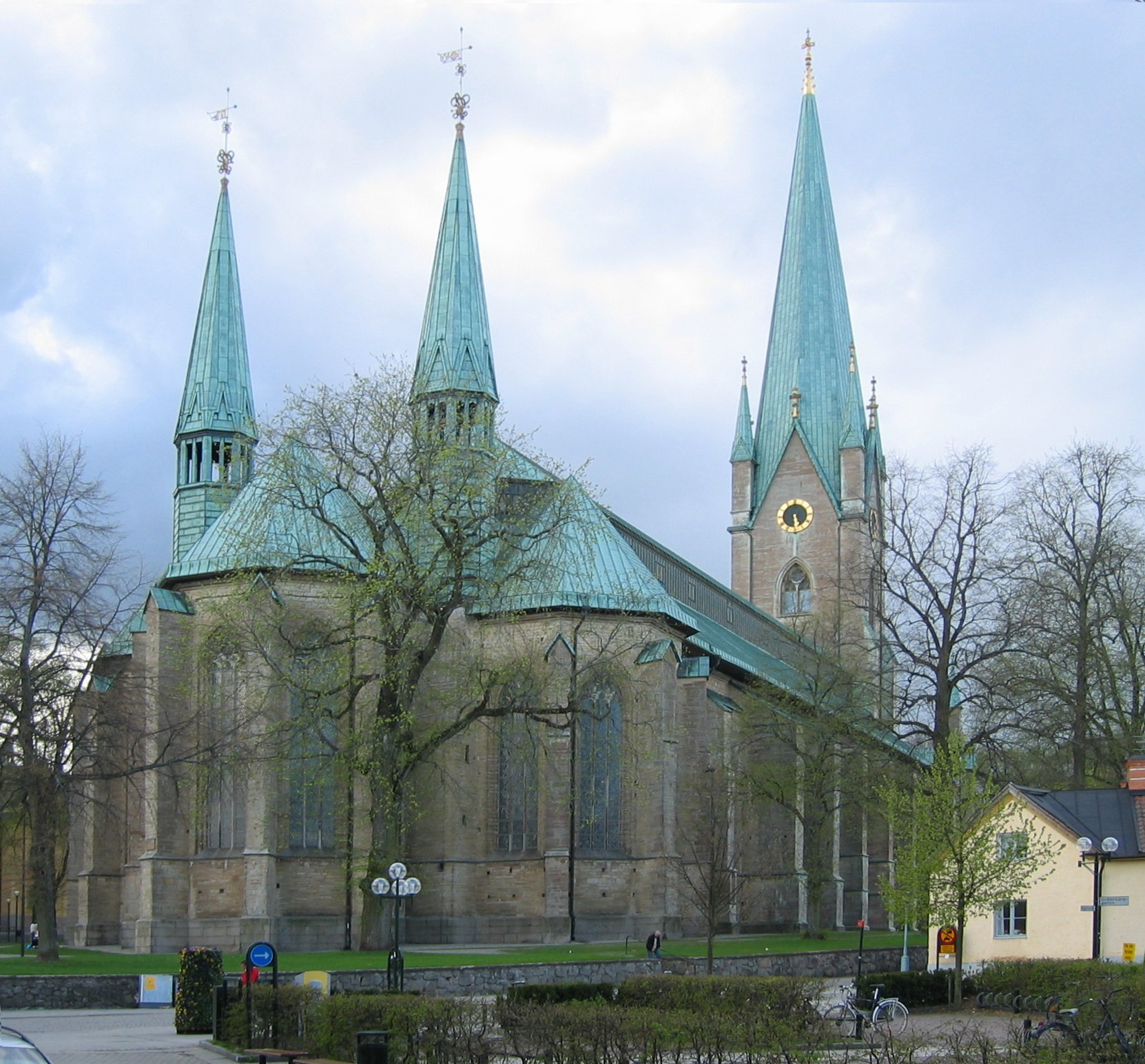
Dom zu Linköping, Ansicht aus Ost

Der Dom zu Linköping ist eine der bestbewahrten und am reichsten ausgestatteten mittelalterlichen Kathedralen Schwedens. Er ist die Bischofskirche des Bistums Linköping.

## Geschichte

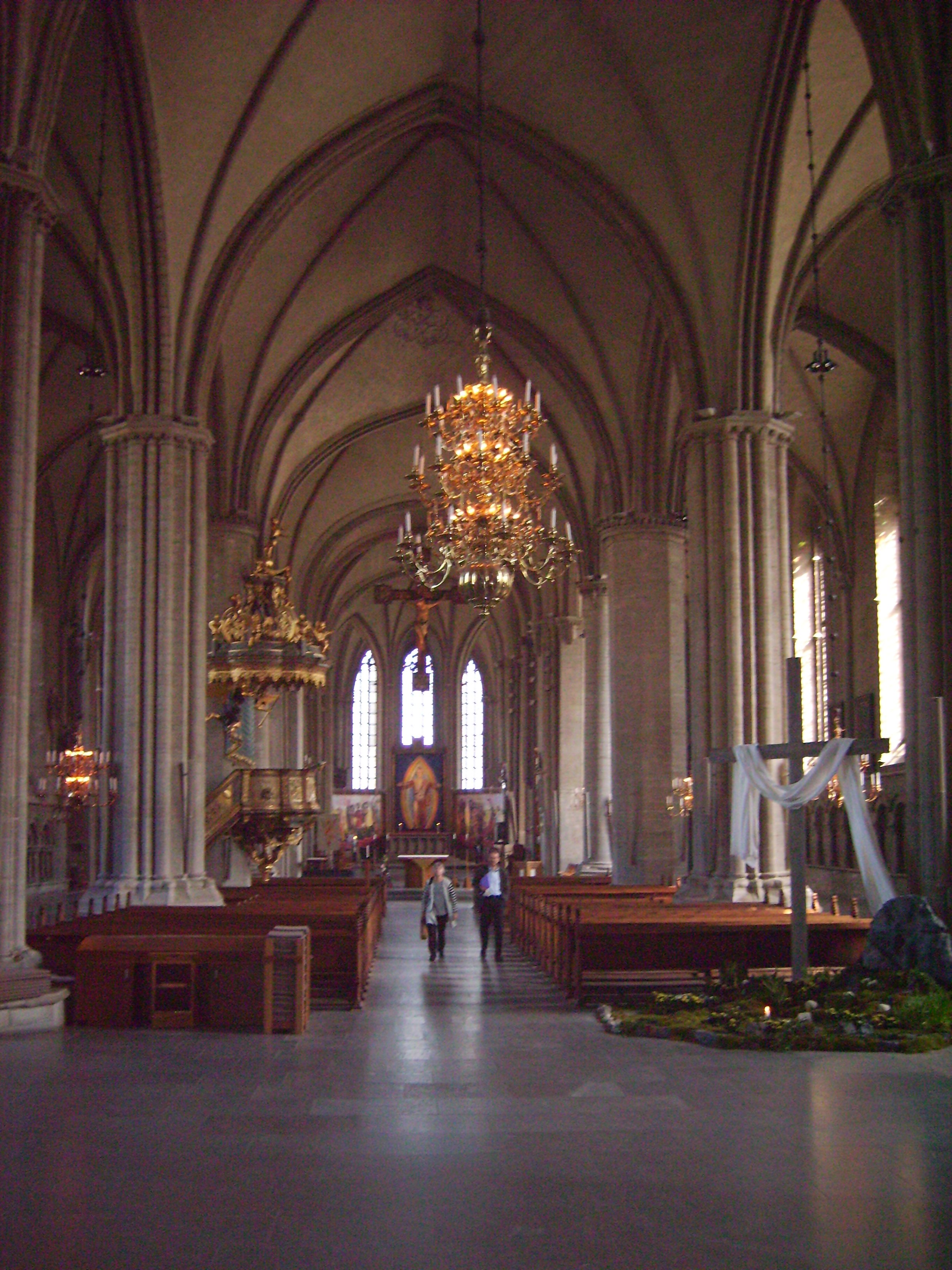
Blick durch das Hauptschiff

Die erste steinerne Kirche des Ortes wurde in der ersten Hälfte des 12. Jahrhunderts errichtet. Die romanische Basilika nahm etwa die Hälfte der Grundfläche des heutigen Doms ein. Die Grundmauern dieser Kirche wurden bei archäologischen Ausgrabungen zu Beginn und zur Mitte des 20. Jahrhunderts freigelegt. Schon zu Zeiten der ersten Kirche wurde Linköping (Liunga Kaupinga) in einem Dokument, das sich heute in Florenz befindet, als Bischofssitz genannt.
Ungefähr 1230 begann man in Linköping mit dem Bau eines Domes, aber aufgrund von Um- und Anbauten betrug die Bauzeit mehr als 250 Jahre. Während der älteste Teil noch romanisch ist, sind das Längsschiff und der Chor gotisch. Im südlichen Seitenschiff z. B. wechselt der romanische Rundbogen plötzlich zum gotischen Spitzbogen. Der Chor und der polygonale Ostturm wurden im 15. Jahrhundert unter der Leitung der Kölner Baumeister Gierlach und Adam von Düren errichtet, und viele Steinmetzarbeiten tragen das Zeichen von Steinmetzen der Kölner Dombauhütte.
1747–1758 wurde der Westturm errichtet, der bei einem durchgreifenden Umbau des westlichen Teiles der Kirche in der zweiten Hälfte des 19. Jahrhunderts durch den Architekten Helgo Zettervall in neugotischem Geiste verändert wurde.
Die mittelalterlichen Skulpturen aus Stein sind noch weitgehend erhalten, mit Ausnahme der Skulpturen um das Hauptportal, die aus dem 19. Jahrhundert stammen.

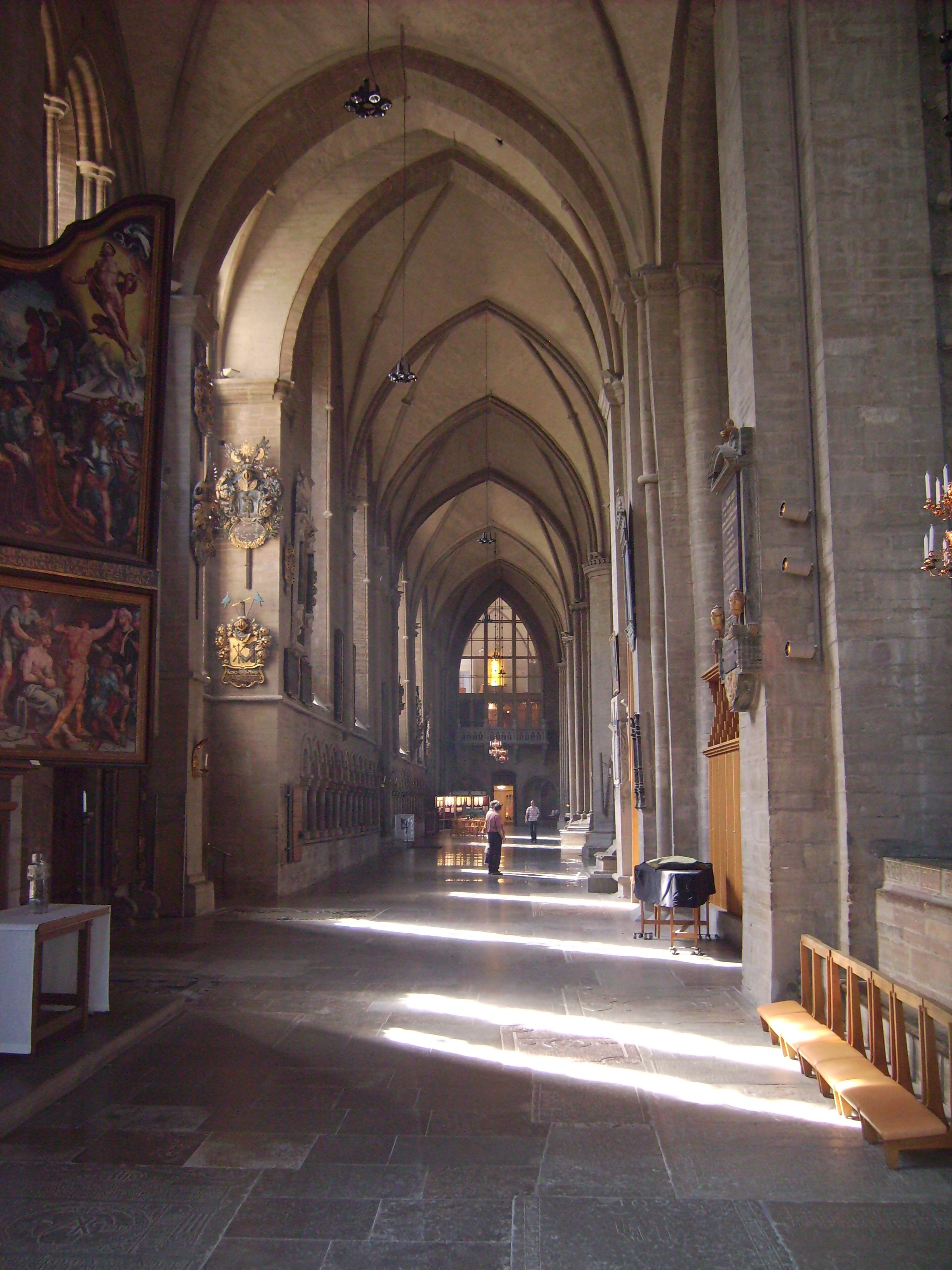
Blick in das Seitenschiff
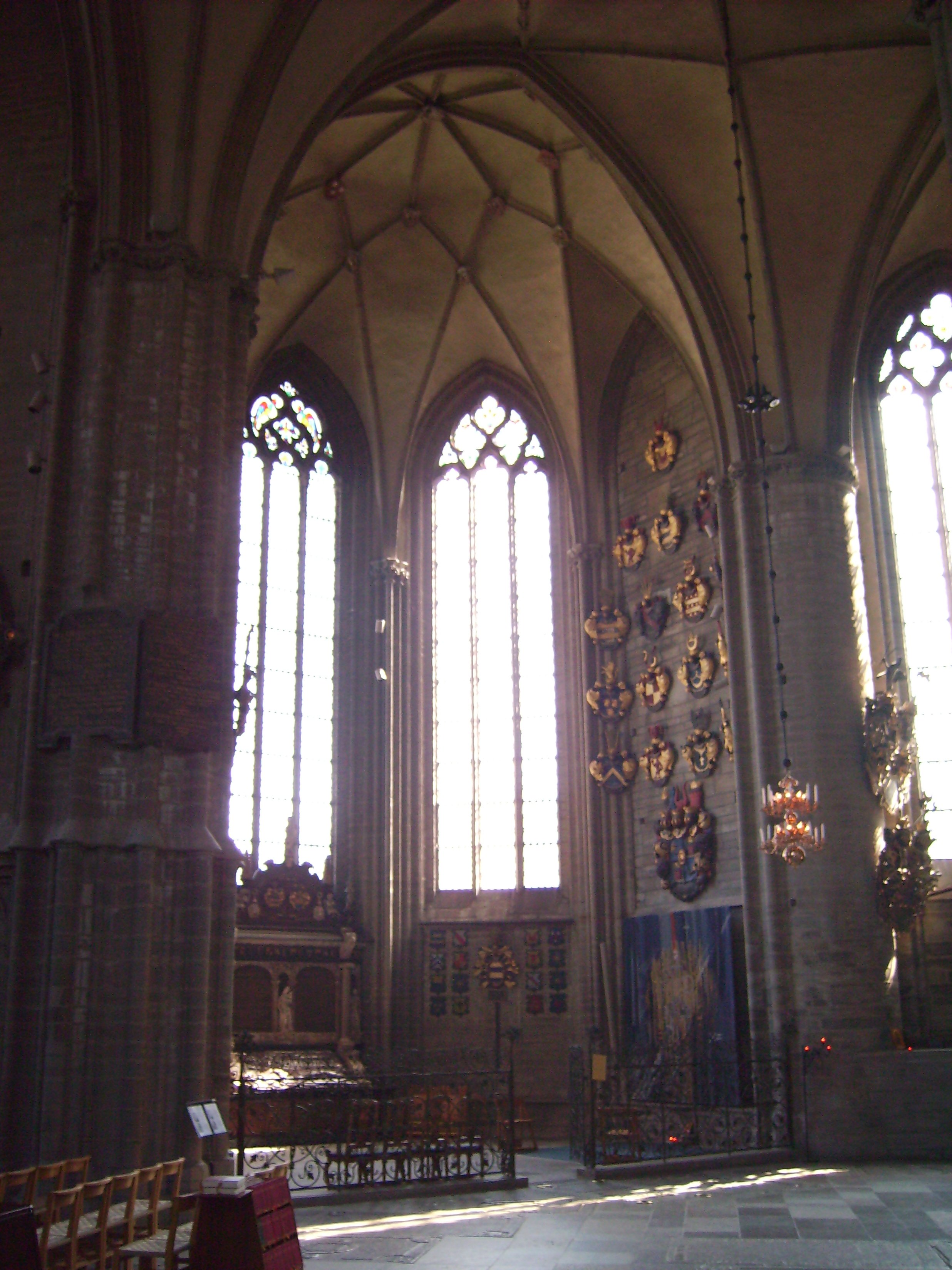
Blick in den Chorraum
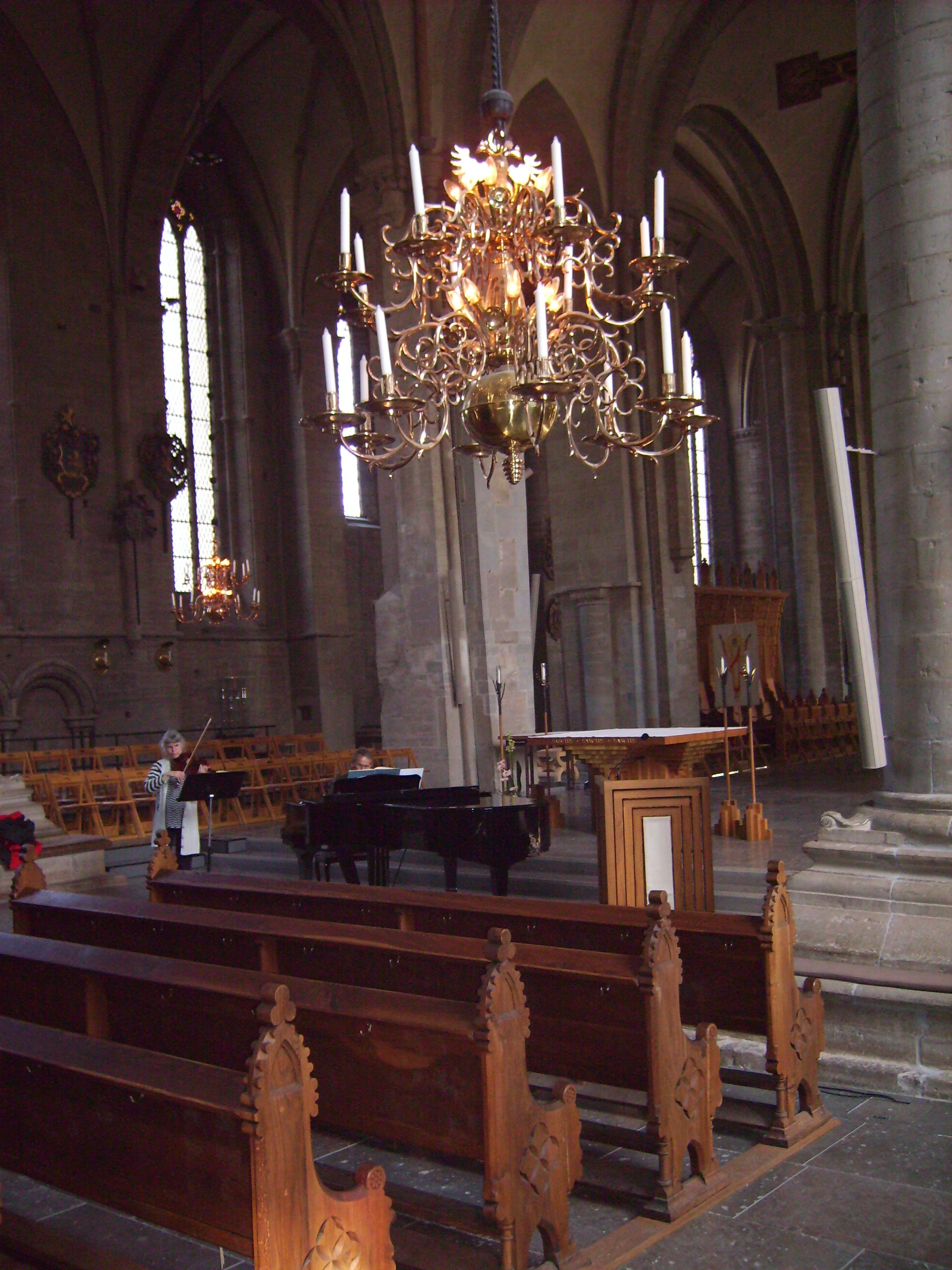
Innenraum

## Ausstattung
Ab dem Jahr 1812 wurde das Innere einer umfassenden und im ganzen Land umstrittenen Purifizierung (Stilbereinigung) mit der Absicht einer Regotisierung unterzogen, der ein großer Teil der Ausstattung aus dem 16. und 17. Jahrhundert zum Opfer fiel. Glasmalereien wurden zerstört, das Retabel von Maarten van Heemskerck, gemalt 1540 für die Grote Kerk im niederländischen Alkmaar und 1582 von König Johann III. dem Dom von Linköping geschenkt, wurde vom Hauptaltar entfernt und später durch Gipsfiguren ersetzt, die 1832 vom Bildhauer Johan Niclas Byström geschaffen wurden. Heute steht Maartens Triptychon an der Südwand des südlichen Seitenschiffs.

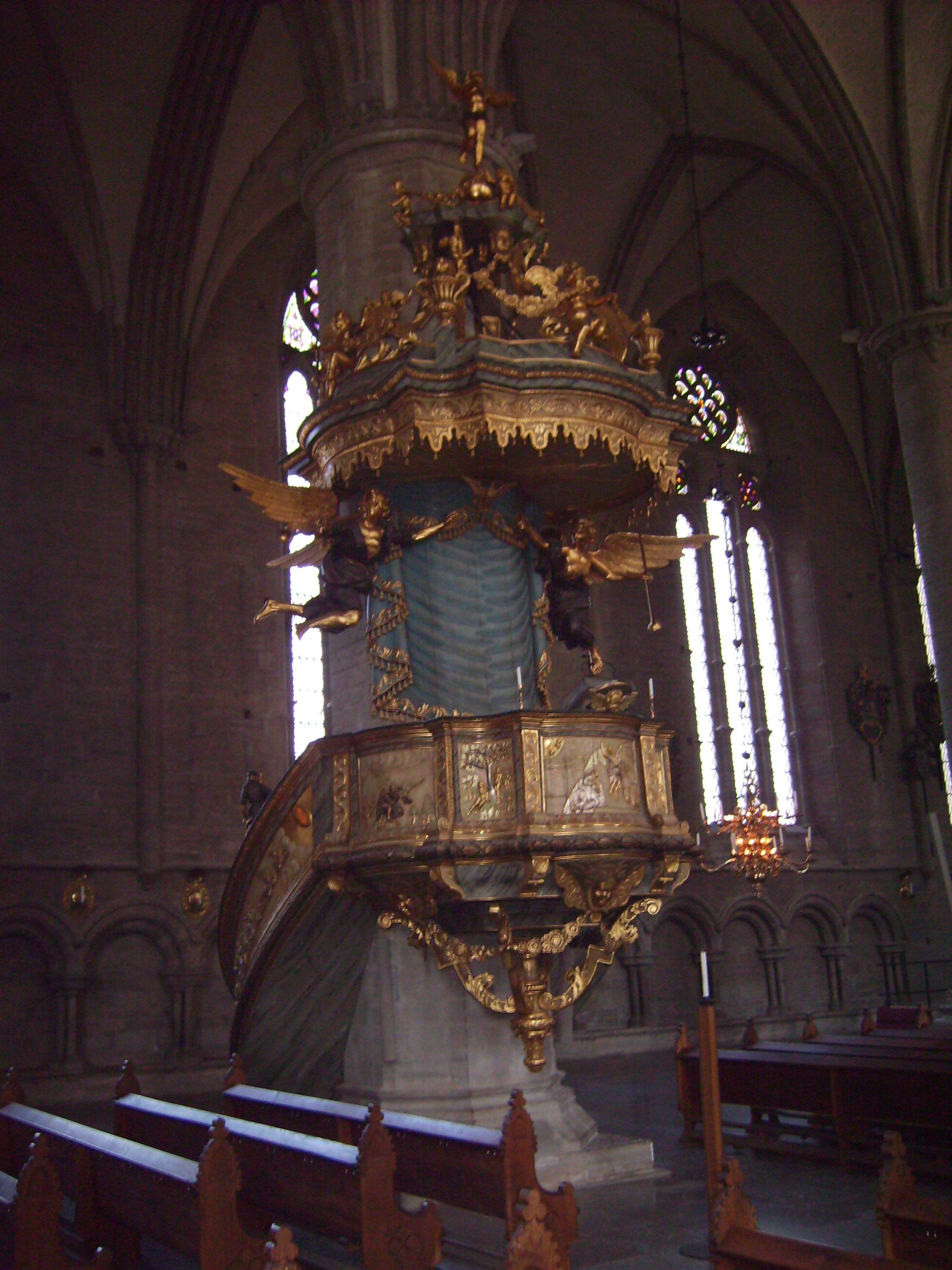
Kanzel
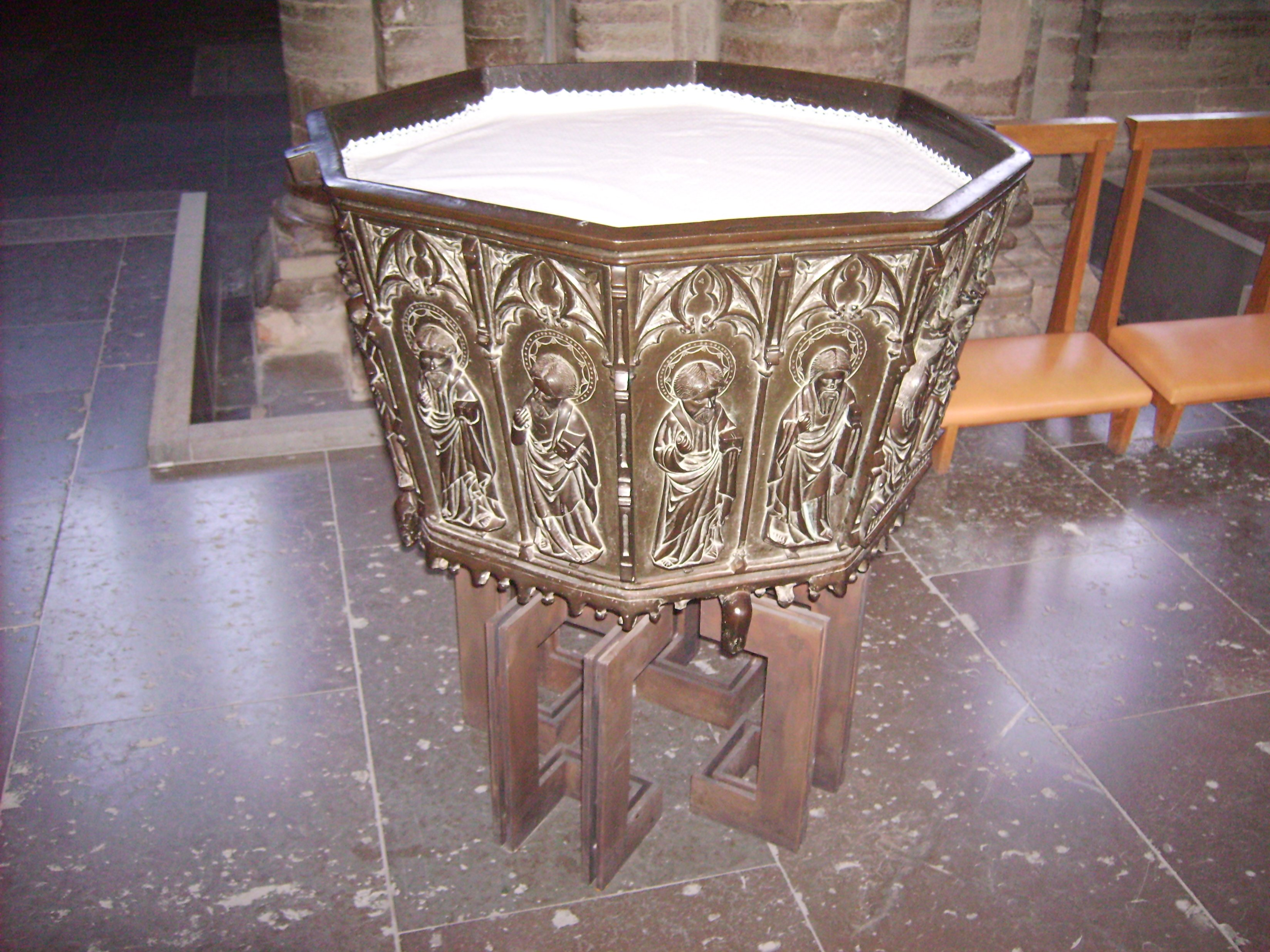
Taufbrunnen
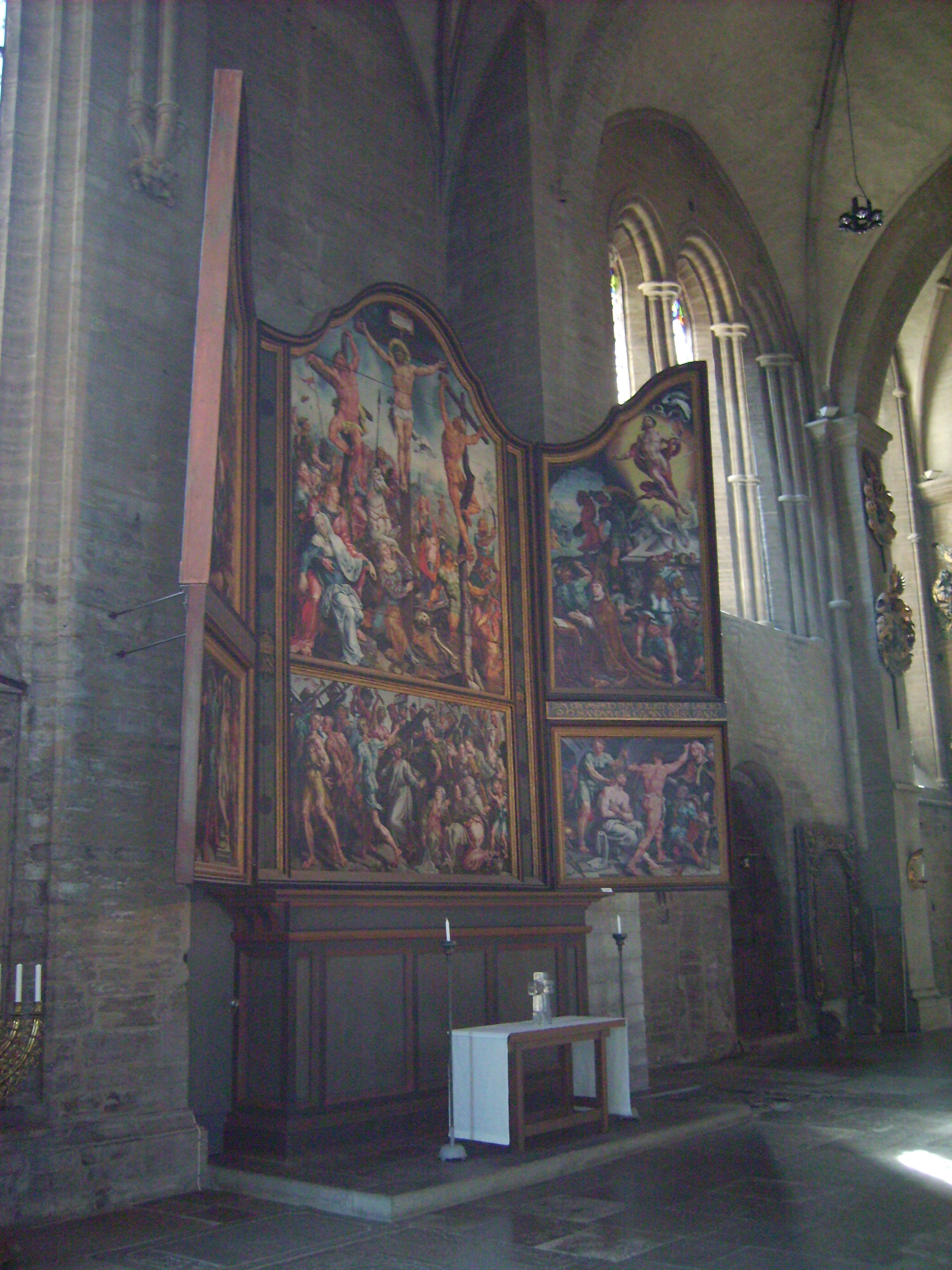
Triptychon von Maarten van Heemskerck, 1540; gegenwärtige Position
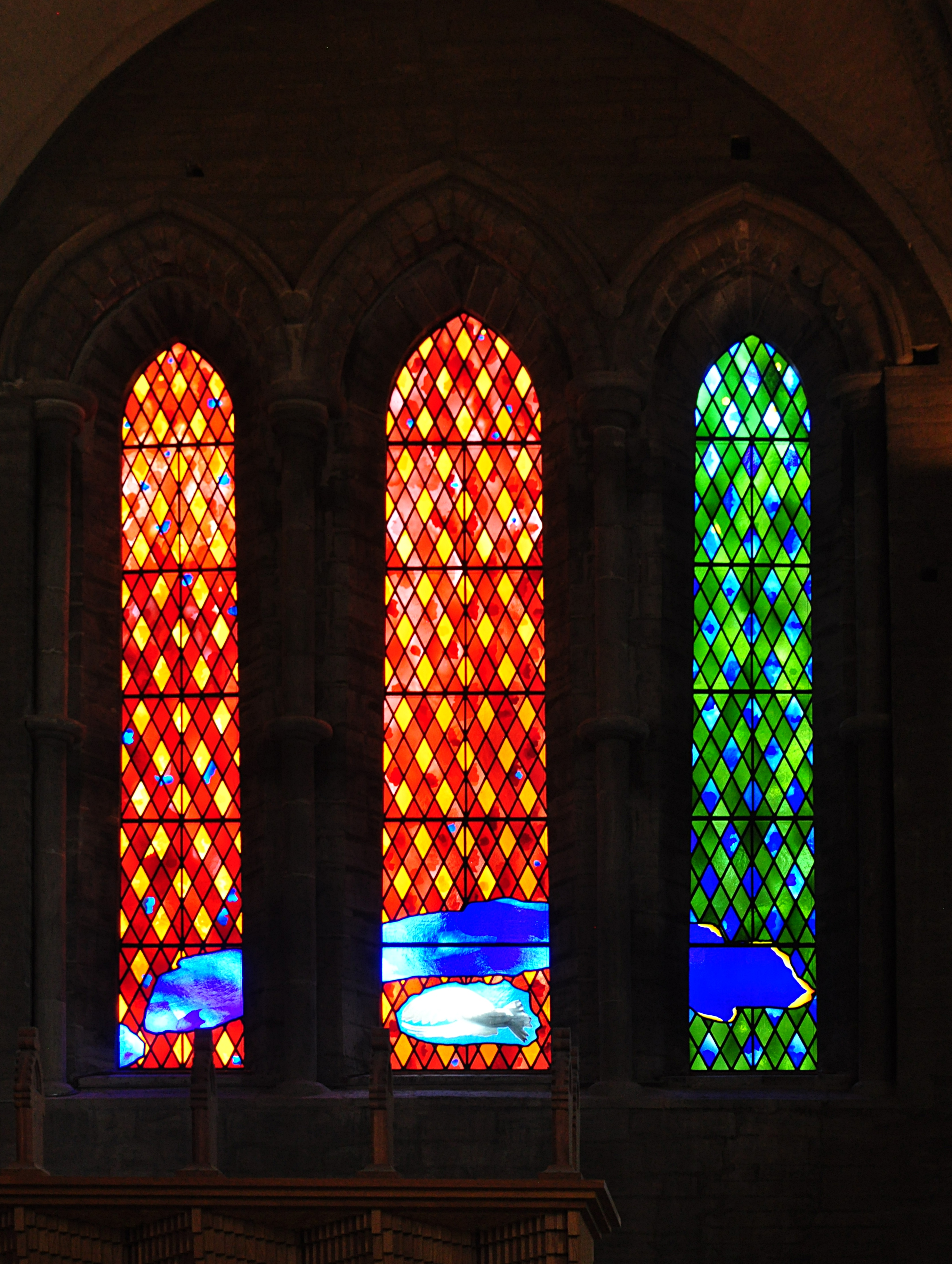
Das moderne Buntglasfenster des Südportals des Kirchenschiffs des Künstlers Brian Clarke
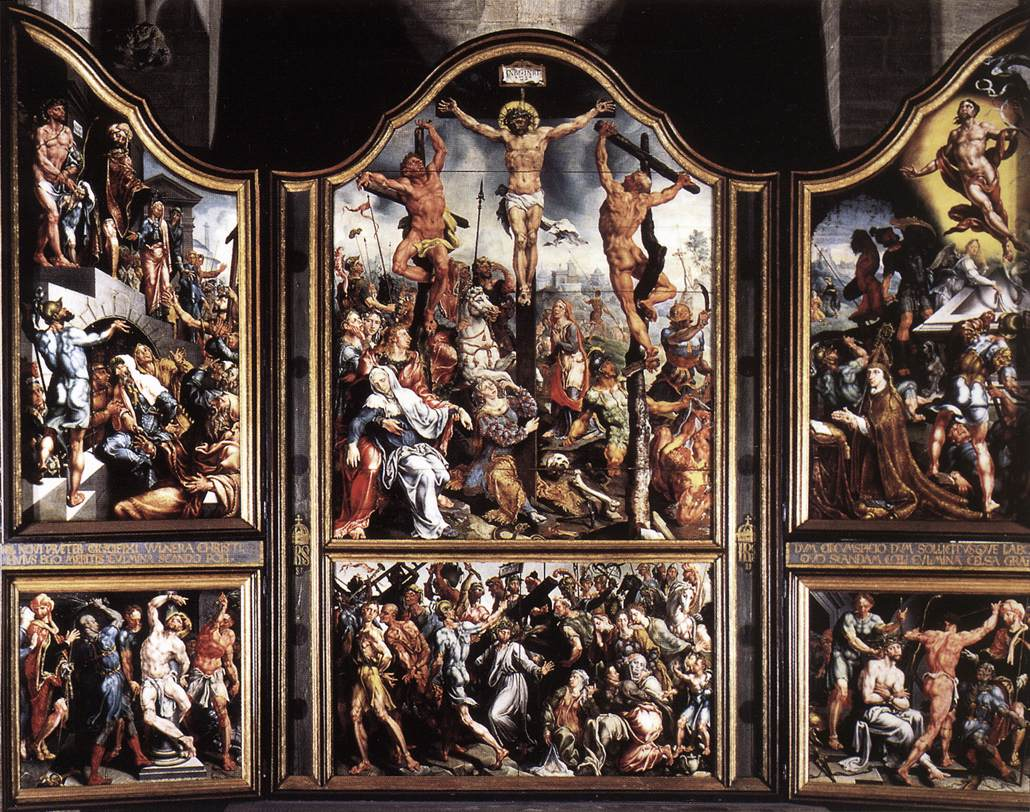
Triptychon von Maarten van Heemskerck, Alkmaar 1540
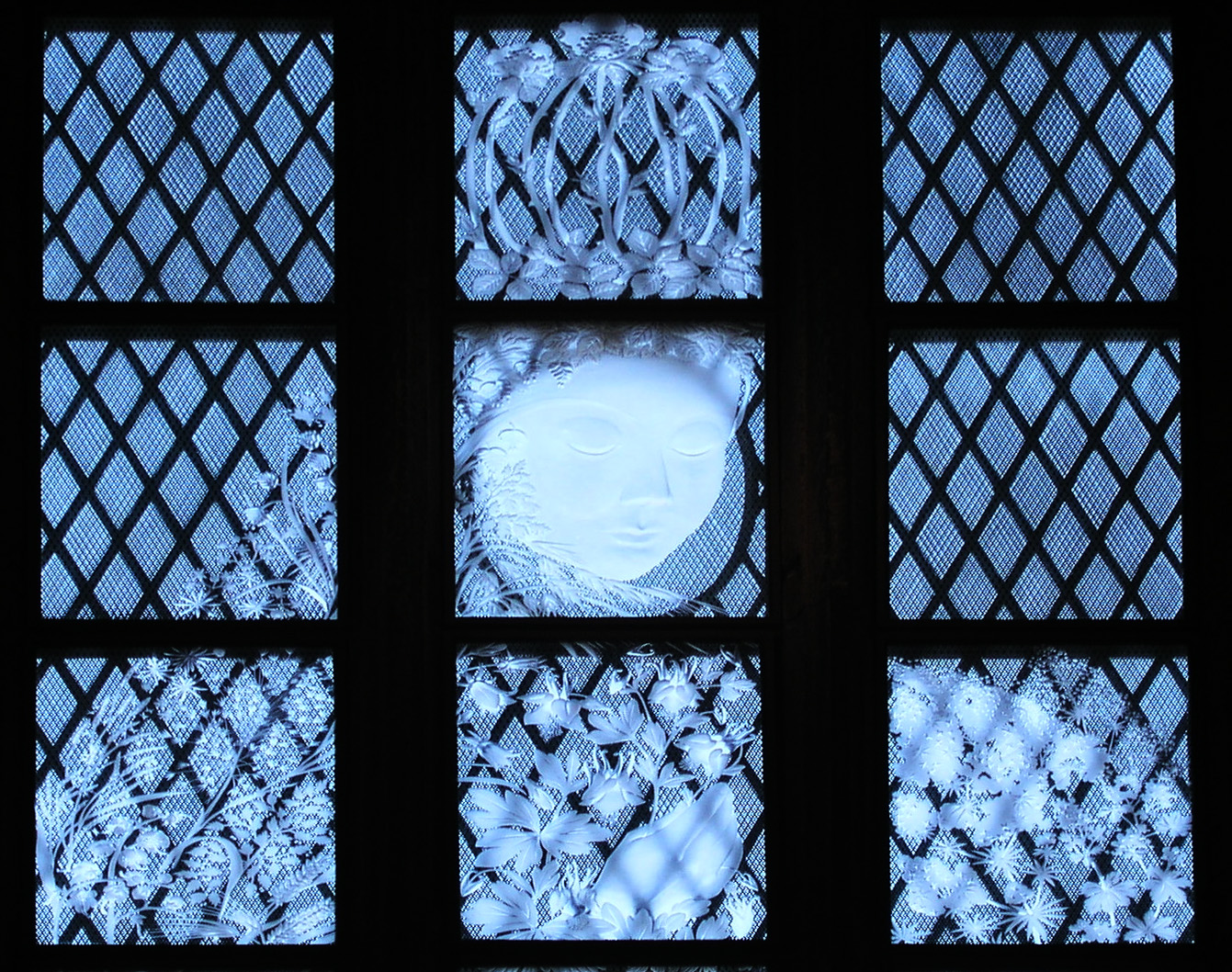
Marienfenster

## Orgel
Die Hauptorgel wurde 1929 von den Orgelbauern G. Setterqvist sen., A. Österdahl und B. Göransson erbaut. Das Instrument hat 60 Register auf drei Manualen (zuzüglich eines Hochdruckwerkes) und Pedal. Die Spieltraktur des III. Manuals ist mechanisch, das I. und II. Manual sind mit Barkerhebeln ausgestattet. Die Registertraktur ist pneumatisch.
Es wurden mehrere Vorgängerorgeln gebaut. Eine erste Orgel ließ Bischof Brask 1523 bauen. Zwischen 1619 und 1629 wurde eine Orgel errichtet, die von König Gustav Adolf finanziert wurde. Sie wurde 1715 vom Orgelbauer Magnus Callander (Örebro) vergrößert und restauriert. 1733 baute der namhafte Johan Niclas Cahman eine Orgel mit 28 Registern. Der Prospekt mit Dekorationen von Niclas Österbom ist erhalten und der heutigen Orgel vorgeblendet. 1887 baute Carl Elfström (Ljungby) eine weitere Orgel. 
Die Disposition der aktuellen Orgel: 
| I Hauptwerk C–a3 |     |
| Principal        | 16′ |
| Borduna          | 16′ |
| Principal        | 8′  |
| Gamba            | 8′  |
| Dolce            | 8′  |
| Flauto doppio    | 8′  |
| Flauto major     | 8′  |
| Flautino         | 4′  |
| Oktava           | 4′  |
| Oktava           | 2′  |
| Cornett V        |     |
| Mixtur IV        |     |
| Trumpet          | 16′ |
| Trumpet          | 8′  |

| II. Manualwerk C–a3 |        |
| nicht schwellbar    |        |
| Principal           | 8′     |
| Fugara              | 8′     |
| Flûte harmonique    | 8′     |
| Oktava              | 4′     |
| Quinta              | 2 ⁄3′  |
| Flageolett          | 2′     |
| Ters                | 1 3⁄5′ |
| Cornett IV          |        |
| schwellbar          |        |
| Kvintadena          | 16′    |
| Gedackt             | 8′     |
| Kvintadena          | 8′     |
| Gemshorn            | 4′     |
| Hålflöjt            | 8′     |
| Dulcian             | 16′    |
| Clarinette          | 8′     |
| Corno               | 8′     |
| Clairon             | 4′     |

| III. Manualwerk C–a3  |       |
| Gedackt               | 16′   |
| Bassetthorn           | 8′    |
| Violin                | 8′    |
| Salicional            | 8′    |
| Aeoline               | 8′    |
| Voix céleste          | 8′    |
| Rörflöjt              | 8′    |
| Salicet               | 4′    |
| Flüte octaviante      | 4′    |
| Nasard                | 2 ⁄3′ |
| Waldflöjt             | 2′    |
| Harmonica aethera III |       |
| Euphone               | 8′    |
| Oboe                  | 8′    |

| Hochdruckwerk C–a3 |    |
| Stentorfon         | 8′ |
| Prestant           | 4′ |
| Tuba mirabilis     | 8′ |

| Pedalwerk C–g1    |     |
| Principal         | 16′ |
| Violon            | 16′ |
| Subbas            | 16′ |
| Ekobas (aus III.) | 16′ |
| Quinta            | 12′ |
| Violoncelle       | 8′  |
| Borduna           | 8′  |
| Oktava            | 4′  |
| Kontrabasun       | 32′ |
| Basun             | 16′ |
| Trumpet           | 8′  |
| Trumpet           | 4′  |

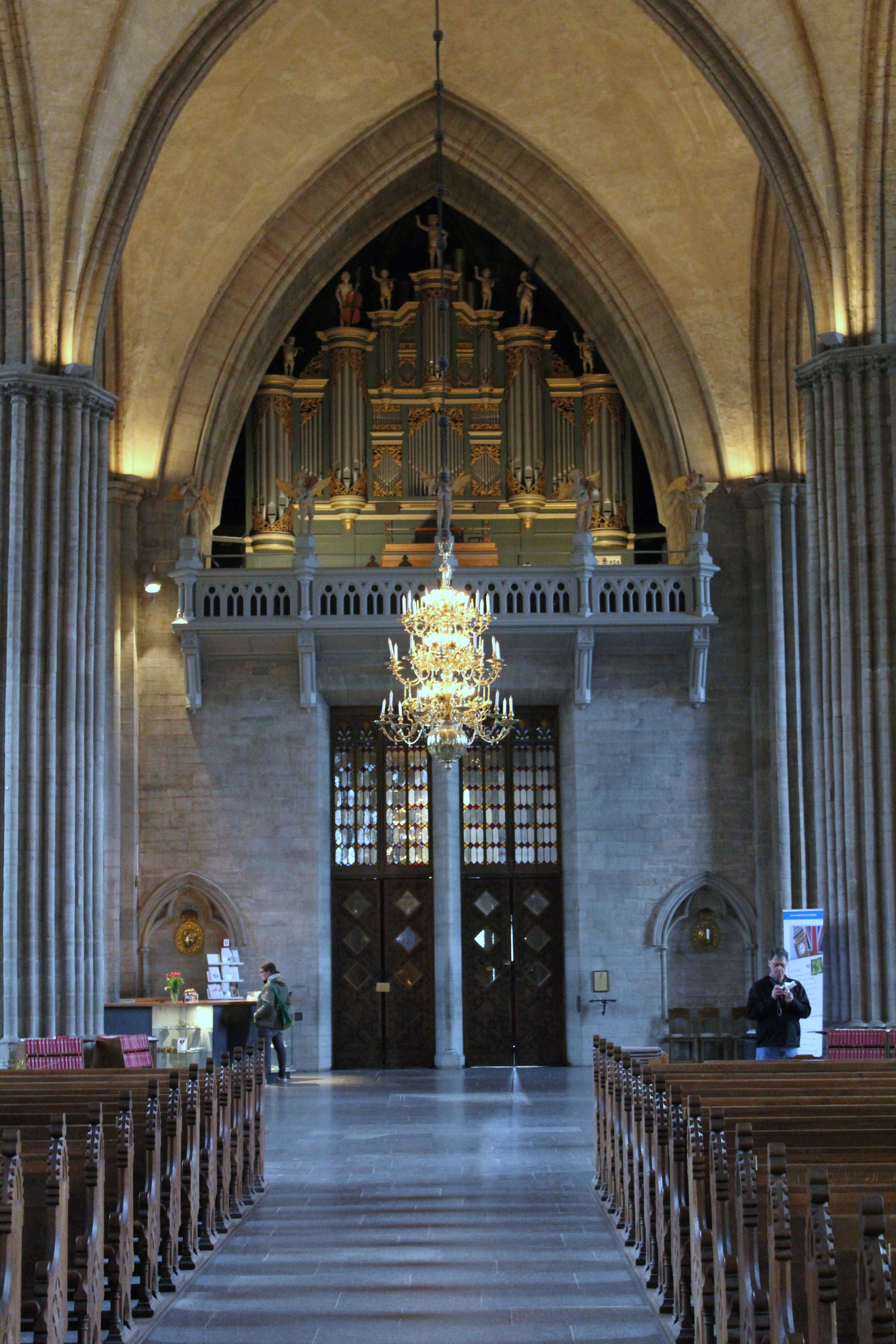
Blick auf die Hauptorgel

- Koppeln: I/I (Superoktavkoppel), II/I (auch als Suboktavkoppel), III/I, III/II, III/III (Suboktavkoppel), I/P, II/P, III/P
- Spielhilfen: Kollektivtritte (p, mf, f, tutti), vier freie Kombinationen (mechanisch), Crescendowalze

Zusätzlich gibt es in der Kathedrale eine Chororgel. Sie wurde 1973 vom dänischen Orgelbauer P. G. Andersen aufgestellt.